# Shromáždění republikánských demokratů
Shromáždění republikánských demokratů (francouzsky Rassemblement des Démocrates Républicains, RDR) je politická strana v Gabonu.

## Historie
V parlamentních volbách do Národního shromáždění v roce 2006 patřila strana k frakci politických stran podporujících režim prezidenta Omara Bonga a jeho Gabonské demokratické strany. V těchto volbách RDR získala jeden mandát. Tento mandát v následujících parlamentních volbách v roce 2011 ztratila.